# Велика Олексіївка (Воронезька область)
Велика Олексіївка (рос. Большая Алексеевка) — село в Аннинському районі Воронезької області Російської Федерації.
Населення становить 234 особи (2010). Входить до складу муніципального утворення Пугачовське сільське поселення.

## Історія
Населений пункт розташований у історичному регіоні Чорнозем'я. Від 1928 року належить до Аннинського району, спочтаку в складі Центрально-Чорноземної області, а від 1934 року — Воронезької області.
Згідно із законом від 15 жовтня 2004 року входить до складу муніципального утворення Пугачовське сільське поселення.

## Населення
| 2005 | 2010 |
| ---- | ---- |
| 271  | ↘234 |